# Distretto di Wanzhou
Il distretto di Wanzhou (cinese semplificato: 万州区; cinese tradizionale: 萬州區; mandarino pinyin: Wànzhōu Qū) è un distretto di Chongqing. Ha una superficie di 3.457 km² e una popolazione di 1.710.000 abitanti al 2006.